# 岩田屋
岩田屋（いわたや、英: Iwataya）は、九州最大の繁華街である福岡県福岡市中央区天神に本店を置く株式会社岩田屋三越が運営する日本の百貨店。本店は店舗別売上高において九州最大の売上高を誇る。本店の売り場面積は、本館・新館合わせて48,500 m2。
2002年に倒産し、長らく伊勢丹傘下の同名法人によって運営されてきたが、三越伊勢丹グループの経営統合により、現在は三越伊勢丹ホールディングス傘下の株式会社岩田屋三越の運営となっている。

## 歴史・概要

### 創業と明治維新への対応
博多の川端にあった呉服商紅屋九兵衛の店で奉公した後、隣接する城下町福岡の大工町にあった薬種商「畳屋」を営んでいた小衛門の小右衛門の養子となって引継いでいた中牟田小右衛門が、同じ福岡の本町にあった呉服商岩田屋平七から岩田屋の屋号と呉服商鑑札を譲り受けて薬種商から転業し、1754年（宝暦4年）に福岡で岩田屋呉服店を開いたのが始まりである。
明治維新後の武家の没落を受けて、城下町だった福岡の需要が減少して急速に商店街が寂れた為、1877年（明治10年）に隣接する商人の町博多の麹町に支店を出して進出した。
この博多支店は1893年（明治26年）に日本の伝統的な帳合を止めて西洋式の簿記を導入し、1903年（明治36年）に初代中牟田喜兵衛が博多支店で従来の掛売りを止めて正札販売に切替えるなど近代化を進めたことが成功して1906年（明治39年）には売上高約11.1万円を上げて博多でトップの呉服店へと成長した。

### 百貨店の開業
博多支店を経営していた初代中牟田喜兵衛は、大衆向けの商売への進出を目指して1931年（昭和6年）に博多部の麹屋町の3階建ての洋館に衣料品と日用雑貨を扱う売場面積150坪の岩田屋マートを開いたが、規模の小ささから来る品揃えの悪さなどが響いて業績が低迷し、1年ほどで閉店した。
この経験から大衆向けの販売を行うにはある程度の規模を持つ百貨店としての営業が不可欠と考えて、その出店用地を探すこととした。
候補地として、博多部の土居町や、当時の博多財界の有力者だった東邦生命保険社長太田清蔵が所有していてビルを建てて賃貸するとの申し出があった第二次世界大戦後に博多大丸が進出した博多部の呉服町、そして、後に電力王と呼ばれた松永安左エ門から勧められた九州鉄道_(2代)の天神福岡駅（現在の西日本鉄道の西鉄福岡（天神）駅）周辺の3つが有力であった。
中牟田喜兵衛も「元より博多の人間じゃから博多の内でやりたい」という気持ちもあった上、1920年（大正9年）に福岡・天神町 - 二日市間で開業したものの、福岡の駅があった天神町（てんじんのちょう）は住宅地で集客力がなく、電車がガラガラだったこともあって悩んでいたが、松永安左エ門が紹介した小林一三が阪急百貨店の成功を引き合いにターミナルデパートの開設を推奨したため、将来性のある天神町での開設に踏み切ることにした。
そして1935年（昭和10年）に九州では初のターミナルデパートで、福岡では4番目となる百貨店を開設する構想を発表し、同年5月にその為の運営会社として株式会社岩田屋を設立した。
この構想は当時の人口約27万人だった福岡に4つの百貨店は多すぎるなどとして地元の小売商が商工省に陳情書を提出するなど反対運動を引き起こしたが、それを乗り越えて1936年（昭和11年）10月7日に福岡駅に隣接するターミナルデパート岩田屋を開業し、開業初日に10万人を超える買い物客を集めるなど集客面では成果を上げたものの売り上げは5万2525円49銭と予想を下回ったという。また、福岡松屋との安売り競争や閉店時間延長合戦は地元商業界や利用者の話題となった。

### 天神発展への関与
1948年（昭和23年）8月に西鉄街、天神市場、新天町、因幡町の代表と共に都心聯盟（現：都心界）を結成し、岩田屋だけが突出しないように運営経費も発言権もすべて平等にするように配慮しながら天神の発展ために協力し合うこととし、1949年（昭和24年）に都心会と改称すると共に「歳末共同売出し」を行って実質的なスタートを切った。
そして都心会の枠組みで「博多のど真ん中都心会」をキャッチフレーズに共同で西日本鉄道大牟田線沿線に宣伝カーを走らせたり、北九州市や筑豊･筑後地方まで共同でチラシを配布するなど共同で販促に努め、さらには1952年（昭和27年）からの十日恵比寿の招致、1954年（昭和29年）からの従業員の福利厚生としての保育園の設置などを行うなど自社の集客力だけに頼らずに天神の商店街の発展に協力し、天神は繁華街へと急速に発展して昔からの商人の町の伝統から商都と呼ばれていた博多部を凌駕して、九州最大の繁華街となることに大いに貢献した。
また、1947年（昭和22年）4月には中牟田喜兵衛が会長に就任し、長男の中牟田喜一郎が32歳で社長に就任した。

### 多店化と他業態への進出
第2次世界大戦後は、1947年（昭和22年）5月に大分県日田市に日田岩田屋を開店したのを皮切り、1963年（昭和38年）2月には長崎県長崎市の浜屋百貨店と業務提携し、1965年（昭和40年）には北九州市戸畑区に戸畑岩田屋、1972年（昭和47年）5月には福岡県久留米市の西鉄久留米駅前に久留米岩田屋、1973年（昭和48年）10月には熊本県熊本市に九州産業交通などが開設したバスターミナルの熊本交通センターの一角に岩田屋伊勢丹ショッピングセンター(伊勢丹、熊本交通センターとの合弁)、1981年（昭和56年）6月に西新岩田屋と相次いで出店して急速に多店化し、九州最大の百貨店チェーンにのし上がった。
また、1963年（昭和38年）8月には伊藤忠商事との共同出資でサニーを設立してスーパーマーケットの経営に乗り出して後に上場直目前にまで成長させたほか、1987年（昭和62年）4月1日にはファミリーマートと合弁で同社のエリアフランチャイジーである「アイ・ファミリーマート」を設立してコンビニエンスストアにも乗り出して300店以上(1999年（平成11年）8月末で303店)にまで成長させるなど他業態でのチェーン展開にも成功し、九州の小売業を代表する存在に成長した。

### 多店化の蹉跌
百貨店空白地を狙った戸畑岩田屋の戦略は、小倉と黒崎の商業集積との競合に敗れて1977年（昭和52年）に閉店に追い込まれた。
熊本では地元の強い反対により、進出当初は百貨店としての営業が禁じられると共に、ライバルの地元百貨店鶴屋百貨店などが増床するなど不利な条件におかれて業績が低迷。伊勢丹や九州産業交通などが手を引いたため、1993年（平成5年）3月に熊本岩田屋として単独で抱え込んだものの、久留米岩田屋に営業を移管した2000年（平成12年）2月までに100億円もの累積赤字を抱えた。
日田岩田屋は当初の軽便鉄道駅跡からJR日田駅前に移転。日田市内だけでなく玖珠郡・日田郡を含む周辺地域全体から顧客を集めたものの収益面では問題があったため、1993年（平成5年）9月に久留米岩田屋に吸収合併されて久留米岩田屋日田店となった。
西新岩田屋は郊外型ショッピングセンターなどとの競合で1997年（平成9年）に132.3億円あった売上が、3年後の2000年（平成12年）には76.3億円にまで減少。売上は3年で42.4%も落ち込み、債務が年商の1.6倍を超える124.7億円となるなど、多店化は収益面や財務面で大きな問題をもたらすことになった。
その結果、2002年（平成14年）2月末には西新岩田屋と熊本や日田を抱え込まされた久留米岩田屋が債務超過に陥る状況になった。
岩田屋の経営再建計画の一環として2002年（平成14年）8月に日田岩田屋を、2003年（平成15年）2月には熊本岩田屋と西新岩田屋を閉店し、本店と久留米店の2店体制に縮小。多店化路線は失敗に終わった。

### Zサイドと買取制自主編集売場の失敗
西鉄福岡駅（当時）の南側への移設とそれに伴う新ターミナルビル(ソラリアターミナルビル)建設に伴って福岡三越が開業することが決まった際には、隣接して計画された駅直結の再開発ビル(ソラリアステージビル)に核店舗として出店を依頼されたがフロアの構造などの問題から断って、近隣に建設されたNTT跡地のビルを全館借入れて1996年（平成8年）9月に若者向けを主体とするZサイドを新設して対抗したが、天神地区で新たに700億円の売上が上乗せされるとの見通しから年商350億円を見込んで初期投資として約350億円を投じたものの、全体の売上があまり増えない中で伸び悩み、初年度の売上は社内の慎重派が唱えた200億円を大きく割り込み、過大投資となって大きな負担となった。
また、委託仕入れによる同質化や粗利益の低さを問題視して買い取り仕入へ切替えて自主編集売場を拡張することを唱えていた学者を信奉して親密になっていた当時の社長中牟田健一が推し進めた買取仕入れによる自主編集売場への取組みが、テスト的に行われた売場で順調な数値を見せていたことに自信を深めて徐々に拡大し、Zサイドではかなり大規模に導入されたが、実際にはテスト段階では良好な数字を作る為に元々粗利益の高い商品分野で展開されていて良く見えていただけで、コンサルタントを導入して進められたスキルアップ研修などの効果は現われておらず、実際には現場の従業員は買い取り仕入れによる自主編集で売れ残りの損失を避けながら十分な売上を上げるノウハウに欠けていたため、大量の不良在庫の発生や売上の低迷を招いて失敗に終わった。
こうして収益の大半を稼ぎ出す本店も営業政策を誤ったため、1999年（平成11年）2月期には連結で債務超過額が309億円に達する状況に陥ることになった。

### 自主再建への取組み
300億円を越す大幅な債務超過に陥ったことを受けて、保有資産売却による借入金の返済と財務の建て直しに取り組むことになり、百貨店創業の地であり主力店舗でもあった本店の本館と新館を都築学園グループに約205億円で売却する契約を1999年（平成11年）8月に結び、2004年（平成16年）に本店機能をZサイドと隣接して計画されていたNHK福岡放送局 跡地のビルに移す構想を打ち出した。
売却後も移転実現まで引き続き使用できる契約だった為その後も営業を継続しながら新館建設が進められることになり、福岡への岩田屋の長年の貢献を評価していた福岡財界の主要企業12社が福岡地所を中心に出資して作った新会社福岡新都心開発で新しい本店の一部となる建物の建設を進められた。
また、1999年（平成11年）10月にはコンビニエンスストアのアイ・ファミリーマートの保有株をファミリーマートに売却するなど資産売却による財務の建て直しに取り組んだが、2001年（平成13年）2月期には岩田屋本体の単独でも約57億円の債務超過に陥ったため同年7月に増資を行って債務超過を約41億円に圧縮し、8月にはスーパーのサニーの保有株を38億円で西友に売却してほぼ単体の債務超過を解消して2001年（平成13年）8月期には連結でも債務超過を約165.84億円まで削減するなど自主経営を維持しながら再建に取り組みを進めた。

### 伊勢丹の傘下へ
保有する資産価格の低下などで2002年（平成14年）2月期に連結での債務超過が約320億円に再び拡大したため、自主的な資産売却などでの再建だけでは抜本的な建て直しは困難との判断から、2002年（平成14年）に全国銀行協会などがまとめた「私的整理に関するガイドライン」に基く金融機関による約280億円(福岡銀行約110億円、みずほコーポレート銀行約140億円など)の債権放棄、創業家中牟田家の経営権の返上、伊勢丹による出資と社長の派遣、更なる資産売却や店舗閉鎖などが盛り込まれた再建計画が策定された。
その結果同年5月23日の株主総会で中牟田喜一郎会長・中牟田健一社長らが退任して同日の取締役会で従来からADOを通じて商品仕入れなどで交流のあった伊勢丹出身の社長が就任して中牟田家による独立した経営に終止符を打ち、伊勢丹の傘下に入った。
そして8月には50%の減資と共に福岡銀行や伊勢丹などが約22億円の第三者割当増資を引き受け、9月30日には西新岩田屋や日田岩田屋、DADAビルなど20の不動産を一括して119億円で東京建物に売却したほか、久留米店を除く全支店(日田･熊本･西新)を閉鎖し、本店も自主再建に取り組んでいた時の予定通り2004年（平成16年）に旧本店本館を閉鎖して旧Zサイドを本館、NHK跡地に建設されたビルを新館とする店舗に本店を移すなど伊勢丹と銀行が主導する形で再建が進められた。
その後2006年（平成18年）2月に伊勢丹が株式公開買い付け(TOB)で過半数まで買い増して子会社化された。

### 完全子会社化と株式会社岩田屋三越の誕生
2008年（平成20年）4月1日、当時の岩田屋の親会社・伊勢丹と、同じ天神地区に福岡店を出店していた三越が、持株会社三越伊勢丹ホールディングスの下で経営統合した際にも同日から行われた「誕生祭」セールでは伊勢丹グループの一員として加わり、三越福岡店と棲み分けを図り共存共栄関係を維持するものとみられていた。
しかし、三越伊勢丹ホールディングスが全国で地域単位での再編に方針転換して傘下にあって隣接している福岡三越との経営統合をすることにしたため、2009年（平成21年）10月に株式交換により完全子会社化され、福岡証券取引所への株式上場は同年10月7日で廃止された。
(2009年（平成21年）10月1日、吸収分割によって三越伊勢丹HDが伊勢丹より岩田屋の株式を取得（同時に岩田屋関連の経営管理・営業支援部門も引き継ぐ）。三越伊勢丹HDはその2週間後、岩田屋を株式交換方式で完全子会社とした。また代替として同年10月15日から三越伊勢丹ホールディングスが福証へ上場。)
そして2010年（平成22年）10月1日、法人としては2代目福岡三越（三越福岡店を会社分割で再分離）を吸収合併し、「岩田屋」は「株式会社岩田屋三越が運営する百貨店」として新たなスタートを切った。この再編にあたっては福岡で知名度が高い岩田屋のブランド名を前面に出すことになった。
先述の小林一三が創業した阪急百貨店（大手百貨店の1つで売上高第6位・エイチ・ツー・オーリテイリング傘下）は2011年（平成23年）開業の博多駅駅ビル（JR博多シティ）に入居することが決まり（博多阪急、売り場面積44,000 m2）、皮肉にもライバルとなった。阪急の出店が決定した際、岩田屋社長の佐久間美成は「これも何かの縁。競争は厳しくなるが、お客様とのきずなを深め、支持してもらえる店づくりを進めたい」との談話を出した。一方、これに対抗するため天神岩田屋の売り場面積拡張、新店舗建設も検討されたが、不況や福岡三越との再編を理由に2010年（平成22年）に断念する方針が明らかにされた。

## 沿革
- 1754年（宝暦4年）
  - 中牟田小右衛門、大工町（現・大手門1丁目）にて呉服商「紅屋」創業
- 1764年
  - 福岡本町（現・中央区赤坂）呉服商・岩田屋平七の商売を譲り受け、屋号も「岩田屋」へ改称
- 1877年
  - 博多麹屋町（現・下川端町、大黒流）に支店を開業[3]
- 1935年（昭和10年）5月
  - 株式会社岩田屋設立[12]
- 1936年（昭和11年）10月7日
  - 西鉄福岡駅に隣接する九州初のターミナルデパートとして、福岡市天神の渡辺通り沿い（天神交差点の西南角）に岩田屋開店
- 1947年（昭和22年）5月
  - 大分県日田市に日田岩田屋開店[12]
- 1949年（昭和24年）6月
  - 福岡証券取引所に株式を上場
- 1957年（昭和32年）春
  - 50日超のストライキが発生した[33]
- 1963年（昭和38年）8月
  - 株式会社サニーを設立し、スーパーマーケット事業に進出
- 1972年（昭和47年）5月
  - 福岡県久留米市の西鉄久留米駅前に久留米岩田屋開店[12]
- 1973年（昭和48年）10月
  - 伊勢丹、熊本交通センターとの共同出資により熊本県熊本市に「岩田屋伊勢丹ショッピングセンター」開店[14]
- 1976年（昭和51年）3月
  - 天神岩田屋本館西隣（明治通り沿い）に新館開館[12]
- 1981年（昭和56年）6月
  - 福岡市早良区西新に西新岩田屋開店[12]
- 1989年（平成元年）
  - 会員制ポイントカード及びクレジットカードのエージーカード（AZカード）を供用開始
- 1993年（平成5年）3月
  - 岩田屋伊勢丹の伊勢丹・熊本交通センター所有株式を引取店名を「熊本岩田屋」に変更[12]
- 1996年（平成8年）9月
  - 福岡市天神のきらめき通り沿い（きらめき通り中央交差点の西南角）に「岩田屋Z-SIDE」（―ジーサイド）開業[24]
- 1999年（平成11年）8月
  - 天神岩田屋の当時の本館（A-SIDE）と新館（A-LIVE）及び岩田屋体育館（福岡市中央区今泉）を売却することで都築学園グループと基本合意に達する[26]
- 2000年（平成12年）2月
  - 株式会社熊本岩田屋を解散。店舗を久留米岩田屋熊本店とする[12]（店名は「熊本岩田屋」のまま）
- 2000年（平成12年）3月
  - 当時の天神岩田屋新館（A-LIVE）閉館[12]
- 2001（平成3年）8月
  - 株式会社サニーの全株式を株式会社西友に譲渡
- 2002年（平成14年）5月23日
  - 株主総会において創業者である中牟田一族が経営から手を引き、伊勢丹による本格的な再建がスタートする[27]
- 2002年（平成14年）8月
  - 日田岩田屋閉店[12]
- 2003年（平成15年）8月14日
  - 西新岩田屋と熊本岩田屋閉店[12]
- 2004年（平成16年）2月22日
  - 当時の天神岩田屋本館（A-SIDE）閉館
- 2004年（平成16年）3月2日
  - 旧Z-SIDEを「本館」、向かい合う旧NHK福岡放送会館跡地に建設された新店舗を「新館」とし、「天神岩田屋・新本店」がグランドオープン
- 2004年（平成16年）
  - 株式会社久留米岩田屋を解散し、吸収・直営化[12]
- 2005年（平成17年）2月
  - 伊勢丹の連結子会社となる[12]
- 2008年（平成20年）10月18日
  - 1985年（昭和60年）から経営権が伊勢丹に変わるまでの岩田屋会長で、更に日本テニス協会名誉会長であった中牟田喜一郎が死去[15]
- 2009年（平成21年） 10月1日
  - 親会社・伊勢丹が三越伊勢丹ホールディングスに対する会社分割を実施し、岩田屋関連の経営管理・営業支援部門を承継。これにより、三越伊勢丹ホールディングスは岩田屋の51.58%の株式を取得して、岩田屋の直接の親会社となる[30]
- 2009年（平成21年）10月8日
  - 前述の理由により上場廃止
- 2009年（平成21年）10月15日
  - 三越伊勢丹ホールディングスが岩田屋との間で株式交換を実施し、岩田屋を完全子会社化
  - 株式交換比率は岩田屋株1株に対して三越伊勢丹ホールディングス株0.3株
- 2010年（平成22年）6月
  - 経営統合前の最後の社長として2代目福岡三越社長の太田垣立郎が就任
- 2010年（平成22年）10月1日
  - 岩田屋が存続会社となって福岡三越を吸収し「株式会社岩田屋三越」が発足。同社運営の百貨店に
- 2012年（平成24年）3月31日
  - AZカードの取扱を終了（MIカードへ完全移行）

## 創業家
- 中牟田小右衛門（藤吉、1729-1808） ‐ 博多川端町の呉服商「紅屋」で奉公ののち、大工町の薬売り「畳屋」の河野小右衛門の夫婦養子に入って跡を継ぎ、呉服商「紅屋」に転業、1764年に廃業する呉服屋・岩田屋平七から屋号ごと譲り受ける。[34]
- 2代藤兵衛 ‐ 藤吉の二男。呉服商のほか、貸金業、醸造業を始め、黒田藩御用となる。
- 3代藤兵衛（藤助） ‐先代の嫡男。 家業傾き、副業は廃業、40代で病死。
- 4代季 ‐ 先代の妻。夫に次いで長男も20歳で亡くなったため、跡を継ぐ。
- 5代藤助 ‐ 先代の五男。
- 6代藤兵衛 ‐ 先代の長男。銀子の用達により黒田藩から褒状を受け、窮民に施米したことにより伜代まで苗字を許される[34]。
- 7代藤兵衛 ‐ 1876年に店舗拡張のほか、翌年博多麹屋町（現・下川端町）に初の支店を開く[34]。
- 初代久兵衛 ‐ 先代の弟。麹屋町の岩田屋を任されたが、1880年に病死。
- 初代中牟田喜兵衛（1858-） ‐ 先々代の養子。朝倉郡甘木出身。岩田屋の手代を経て7代藤兵衛の五女・えんの婿養子となる。麹屋町の岩田屋を引き継ぎ、九州初の正札販売を始め、発展させる。初代久兵衛の長女・トキに自分の甥・藤田梅吉を婿入りさせ、2代久兵衛 (1872年生)を継がせる。
- 2代中牟田喜兵衛 (1891-1980) ‐ 初代喜兵衛の養子。佐賀市の呉服太物商・山下卯助の子・袈裟六として生まれ、先代の長女（養女）喜代子の婿として家業を継ぎ、松永安左ヱ門の後援を得て百貨店事業に進出し、福岡県多額納税者となる。[35][36]
- 中牟田喜一郎（1915-2008） ‐ 先代の長男。岩田屋社長（1947-）。義弟（妹らの夫）に石橋周一、サニー (スーパーマーケット)社長・松本金也。
- 中牟田栄蔵（1920-） ‐ 喜一郎の弟。岩田屋社長（1985-）。[36]
- 中牟田健一（1947-） ‐ 喜一郎の長男。岩田屋社長（1989-2002）。伊勢丹の傘下に入り、同社副社長の佐久間美成に社長を譲った。[36]
- 中牟田真一（1948-） ‐ 喜一郎の甥。浜屋百貨店社長・会長。本名・新一。

## 歴代社長
1. 2代中牟田喜兵衛
2. 中牟田喜一郎（1947年-）
3. 中牟田栄蔵（1985年-）
4. 中牟田健一（1989年-）
5. 佐久間美成（2002年-） ‐ 元伊勢丹副社長。[36]
6. 速水俊夫（2006年-） ‐慶応大卒、伊勢丹出身。 [37]

## 店舗

### 本店
1936年10月7日に福岡駅（現在の西鉄福岡（天神）駅）に隣接する九州では初のターミナルデパートとして開業したもので、天神を福岡市の商業の中心地に変貌させるのに貢献した九州では最大の百貨店である。2008年には九州ではトップとなる約870億円の売上を上げている。
- かつては西鉄福岡（天神）駅北隣に本館を構えていたが（旧本館は2010年に福岡パルコが開業）、2004年に現在地に移転した。Z-SIDE（現在の本館）のオープン以後は、当時の本館を「A-SIDE」、当時の新館を「A-LIVE」とも呼んでいた。移転前の一時期は現在よりさらに広く、A-SIDE（旧本館）・A-LIVE（旧新館、こちらはテナントビルを経て地上部分を解体後、2014年に福岡パルコが増床して福岡パルコ新館として改築・開業）・Z-SIDEの3館合わせて約69,000平方メートルの売り場面積があった。
- かつて外国語FM局の九州国際エフエム（Love FM）が、本館の7階に本社並びに演奏所（主たるスタジオ）を置いていた。天神エフエム（FREE WAVEの愛称でコミュニティ放送を行っていた）への事業継承後も引き続き演奏所としていたが、2011年3月1日をもって本社は今泉に、スタジオはFREE WAVE時代のサテライトスタジオがあったソラリアプラザ1階に移転した。CROSS FMもエフエム九州時代の2004年から新館1階にサテライトスタジオ「天神きらめき通りスタジオ」を置いていたが、2010年2月18日で閉鎖、福岡営業所ともどもベイサイドプレイス博多埠頭へ移設。同サテライトスタジオはキャナルエンターテイメントワークス運営のUSTREAM公式スタジオ「天神きらめき通り FUKUOKA MEDIA STATION」になっている。
- 2011年3月30日、岩田屋本店本館3階に「岩田屋写真室」がオープンし、証明写真や各種記念写真の撮影を行っている。

### 久留米店
1972年5月には福岡県久留米市の西鉄久留米駅前の現在地に久留米岩田屋として開業し、2004年まで子会社の株式会社久留米岩田屋として営業していたが、現在は本体に移管されて岩田屋久留米店となっている。
近年は、2010年11月17日に日田市のバスセンター発着・特製弁当付きの買い物バスツアーを初めて実施して、日田岩田屋時代からの顧客に買い物の便を提供して繋ぎとめるなどかつての店舗網を生かした売上確保にも取り組んでいる。
2013年5月より、屋上のミニ遊園地・フードコートが再整備・再開放された。
2019年3月21日に、新館が閉店した。
2024年7月現在、地下1階〜5階に岩田屋、6〜8階に久留米BJ GARDENが入居している。屋上は前述のミニ遊園地・フードコート（SORA-IRO広場）となっている。9〜10階はテナントが入居しておらず、閉鎖されている。

### サテライトショップ
いずれも福岡県に所在
- 岩田屋サロン春日
  - 春日市下白水北4丁目87
- 岩田屋サロン那珂川
  - 那珂川市片縄3丁目47
- 岩田屋サロン下大利
  - 大野城市下大利1丁目2-14
- 岩田屋サロン二日市
  - 筑紫野市二日市中央3丁目3-5
- 岩田屋サロン筑後
  - 筑後市大字山の井字野田720-5
- 岩田屋サロン柳川
  - 柳川市上宮永町高町36
- 岩田屋サロン前原
  - 糸島市浦志1丁目1-1
- 岩田屋サロン福重
  - 福岡市西区拾六町1丁目246-1
- 岩田屋サロン木の葉モール橋本[46]
  - 福岡市西区橋本2丁目27-2 木の葉モール橋本1階
- 岩田屋サロンイオンモール福津
  - 福津市日蒔野6丁目16-1 イオンモール福津1階
- 岩田屋サロンイオンモール福岡
  - 糟屋郡粕屋町大字酒殿字老ノ木192-1 イオンモール福岡1階
- 岩田屋サロンイオンモール筑紫野
  - 筑紫野市立明寺434-1 イオンモール筑紫野1階
- 岩田屋サロンイオンモール香椎浜
  - 福岡市東区香椎浜3丁目12-1 イオンモール香椎浜1階

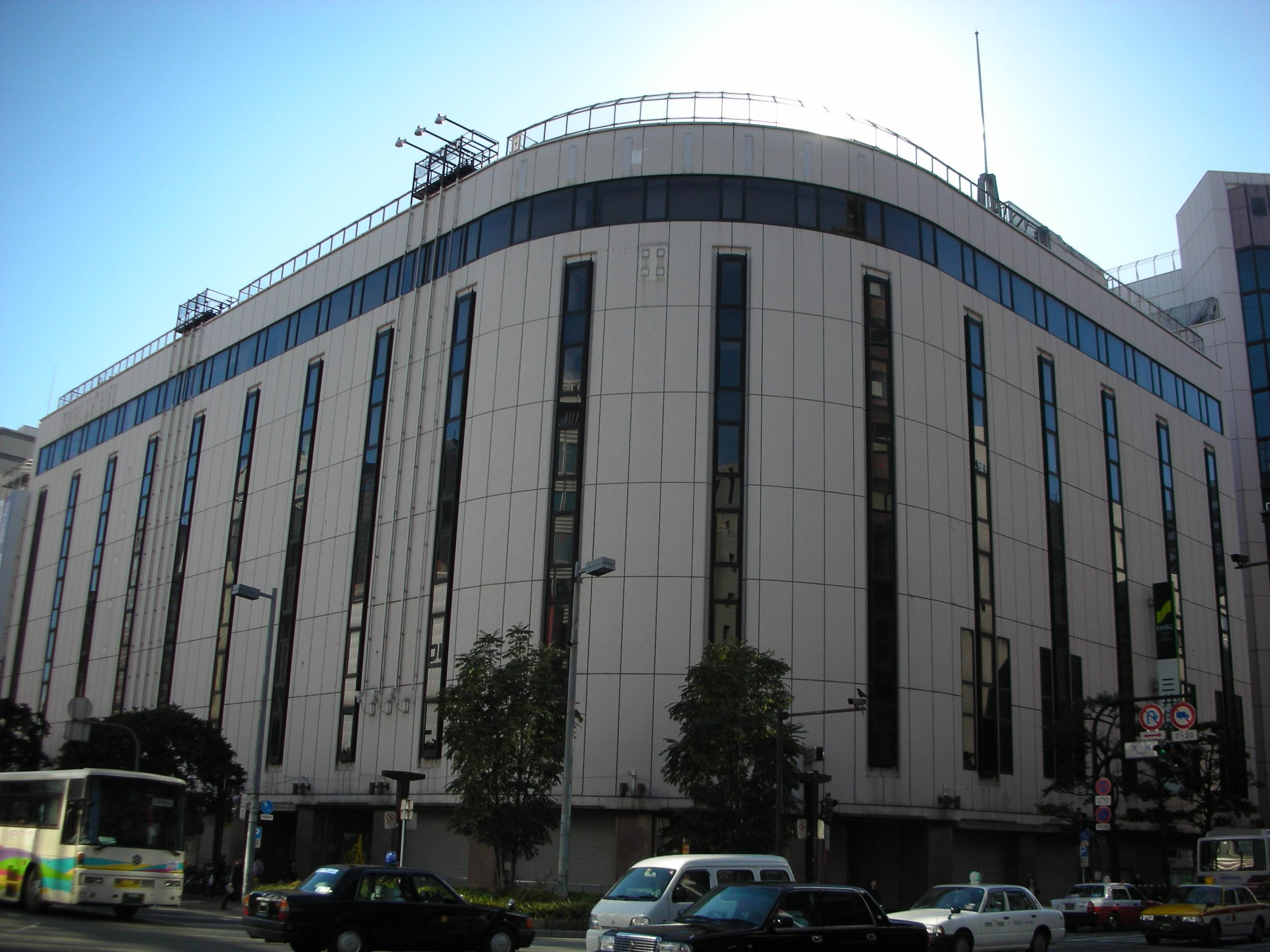
旧天神岩田屋本館 建物は改装され福岡パルコとして営業
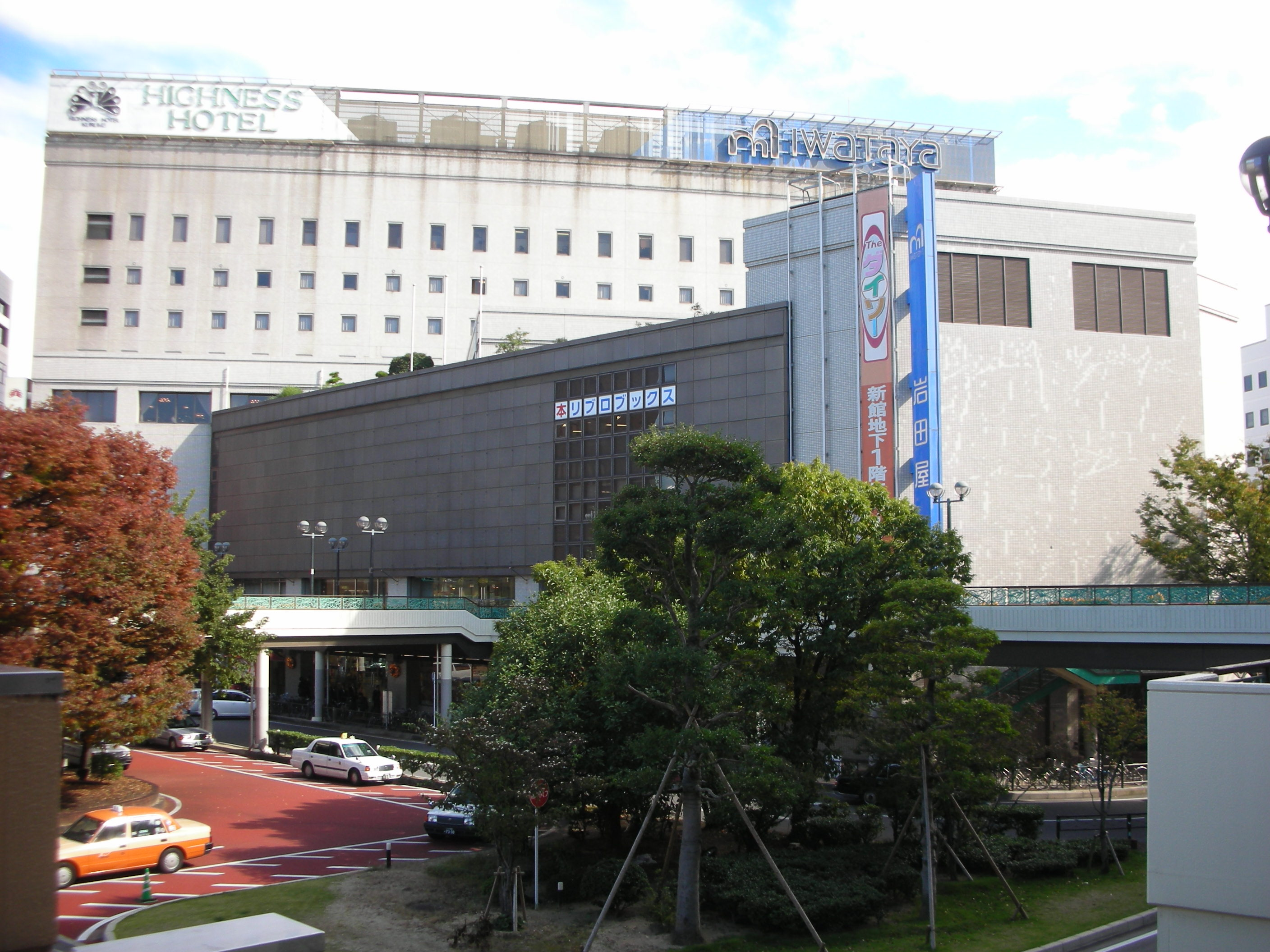
岩田屋久留米店 （旧ロゴ時代の店舗外観）
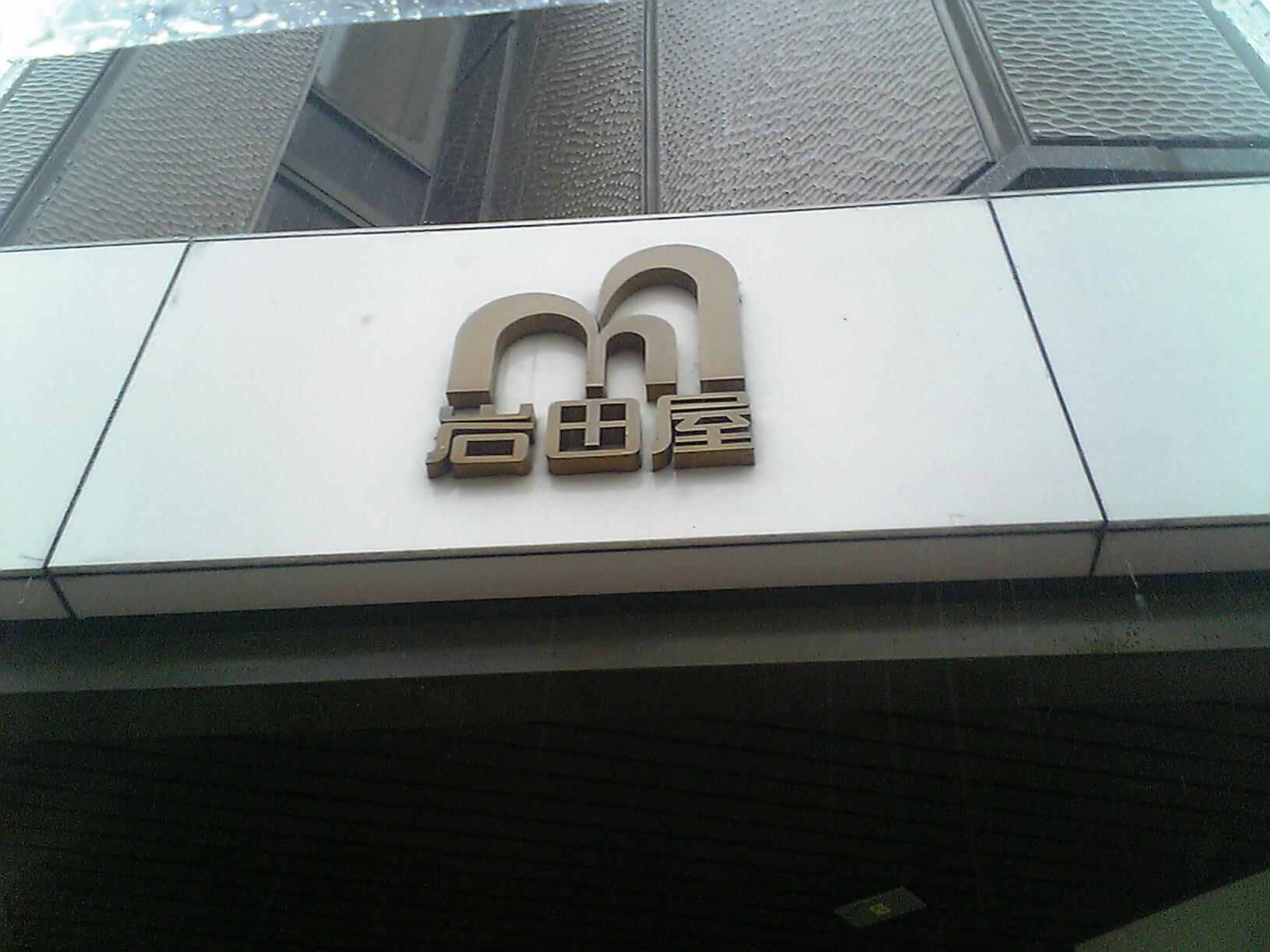
岩田屋の旧ロゴ「泉のマーク」 2010年まで岩田屋久留米店本館入口に掲げられていた
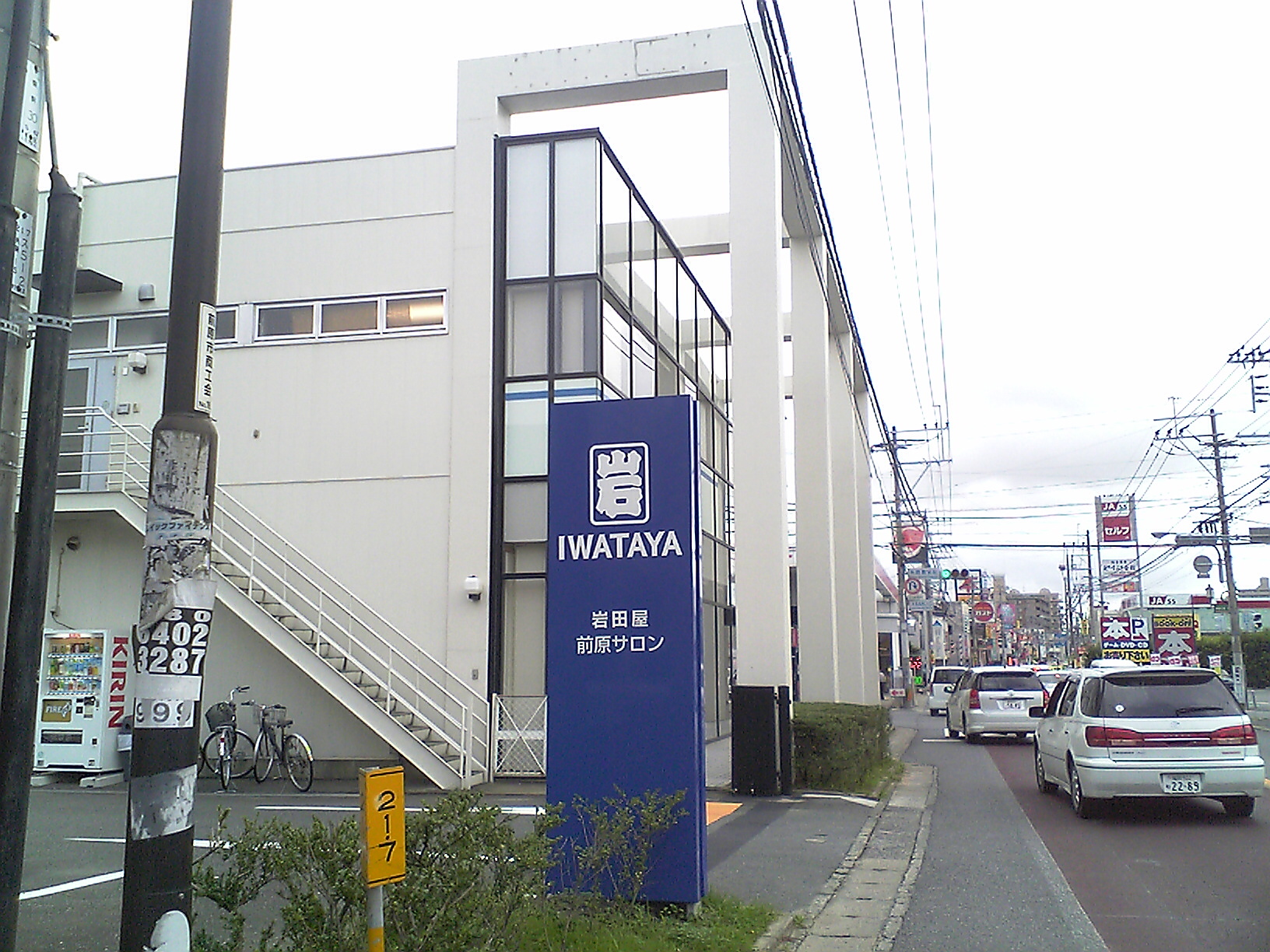
岩田屋サロン前原 福岡県糸島市にあるサテライトショップ

## 過去に存在した店舗

### 日田岩田屋
大分県日田市にあった大分県西部で唯一の百貨店。
1947年（昭和22年）5月に岩田屋の初の百貨店としての支店である日田岩田屋として日田市の中心市街地の一角にあった軽便鉄道の駅の跡地に開業。
後にJR日田駅前に移転して日田市内だけでなく玖珠郡・日田郡を含む大分県西部全域から集客したが、財務面の問題から1993年（平成5年）9月に久留米岩田屋に吸収合併されて久留米岩田屋日田店になった。
閉店した前後は黒字店舗であったが、経営再建の一環としてを2002年（平成14年）8月に閉店。
東京建物に西新岩田屋などとどもに売却されたが、商業の衰退を恐れた日田市などの招致により跡地に大分の百貨店トキハの子会社のスーパートキハインダストリーの進出が計画され、2003年（平成15年）4月に日田市が土地と建物を3億7658万円で購入したものの、当てにしていた「中心市街地等商店街・商業集積活性化施設等整備事業」の補助金の利用が出来なかったため断念に追い込まれ、分譲マンションになった。

### 戸畑岩田屋
1965年（昭和40年）に北九州市戸畑区中本町に戸畑岩田屋として開業したが、百貨店空白地を狙った立地が裏目に出て小倉と黒崎の商業集積との競合に敗れ、1977年（昭和52年）に閉店した。
同年、閉店後の建物にマルショク戸畑店が出店したが、サンリブ戸畑ファッション館への業態変更を経て撤退。建物はその後解体され、跡地にはマンションが建設された。

### 熊本岩田屋
1973年（昭和48年）10月に九州産業交通などが開設したバスターミナル・熊本交通センターの一角（熊本県熊本市桜町3-22）に伊勢丹、熊本交通センターとの合弁で岩田屋伊勢丹ショッピングセンターとして開業。
熊本商工会議所の百貨店審議会で百貨店としての進出が拒否されたため、ショッピングセンターとして開業し、1974年（昭和49年）7月に百貨店に切替えたものの業績低迷が続いた。1993年（平成5年）3月には伊勢丹が撤退し単独運営の熊本岩田屋となった後も損失が膨らみ、久留米岩田屋に営業を移管した2000年（平成12年）2月までに累積赤字は100億円に達した。
営業移管後は久留米岩田屋熊本店として営業し、九州産業交通が家賃を年10億円から9億円に減額するなどの対応をした結果、2001年（平成13年）2月期には1.85億円、2002年（平成14年）2月期には約3億円の経常黒字を計上して単年度収支では黒字転換していたが、経営再建の一環として2003年（平成15年）2月11日に閉店した。
撤退表明時にはMBOによる独立も模索されたが岩田屋側が拒否して実現せず、地元財界人が2002年（平成14年）10月に県民百貨店を設立して阪神百貨店と提携し、くまもと阪神として店舗と従業員の大半を引継いで熊本岩田屋の閉店から10日後に開業した。
その後、自社での運営ノウハウが付いたとして阪神百貨店との業務提携を終了し、県民百貨店として営業していたが、再開発に伴う移転先の確保ができなかったことなどを理由に2015年（平成27年）2月28日をもって閉店している。

### 西新岩田屋
福岡市営地下鉄の開業による郊外の発展を見込んで1981年（昭和56年）6月に福岡市早良区西新の福岡市営地下鉄西新駅に直結している「西新エルモール」の核店舗西新岩田屋として開業し、1997年（平成9年）には売上高132.3億円を上げていた。
しかし、3年後の2000年（平成12年）には郊外型ショッピングセンターなどとの競合で売上高が76.3億円に落ち込み、債務は年商の1.6倍を超える124.7億円となった。2002年（平成14年）2月末には債務超過に陥り、2003年（平成15年）2月に閉店した。
跡地は日田岩田屋などと一緒に東京建物に売却され、取得した東京建物が運営する専門店街「プラリバ」として2003年（平成15年）4月25日に開業した。2002年（平成14年）に西新岩田屋と専門店街の合計で約100億円あった売上は減少傾向に歯止めが掛からず、プラリバの売上高は2010年（平成22年）に約71億円となり、老朽化に伴う改修費約40億-50億円を賄えないとして、商業施設を縮小してタワーマンションを含めた複合施設への建て替えが発表され、2019年7月26日、後継施設となる「PRALIVA（プラリバ）」が開業した。

### その他
八女店
八女市にも一時店舗を構えていた。現在は近隣の筑後市にサロン（小型店舗）がある。
唐津サロン
寿屋唐津店（現在のトライアル唐津店）の前に所在した2階建てのサロン店。現在はTSUTAYA唐津店となっている。
志免サロン
西友志免店（現在のルミエール志免店）の近隣に所在した2階建てのサロン店。
津屋崎サロン
2階建てのサロン店。2015年春閉店。
古賀サロン
ルミエール古賀店の横に所在した2階建てのサロン店。
土井サロン
2階建てサロン店。2023年3月28日閉店。
森林都市サロン
サニー森林都市店の隣に所在した2階建てサロン店。現在はマツモトキヨシ 宗像森林都市店となっている。

## 関連会社
浜屋百貨店
発行済み株式の27.2%を保有している持分法連結子会社。2012年3月30日付で岩田屋三越が保有株式の一部を売却したことにより、持分法適用会社から除外。
現在も中牟田一族が経営。店舗は長崎県長崎市にある。

### 過去の関連会社
株式会社アイ・ファミリーマート
ファミリーマートのエリアフランチャイズで、福岡県・熊本県・大分県・佐賀県（一部を除く）で展開していた。2000年に株式交換でファミリーマート本社の完全子会社になった後、同社に吸収合併されている。
サニー
福岡県内に店舗を展開するスーパーマーケットで、もともと岩田屋の子会社だった。2001年西友に株式譲渡し、のち吸収合併された。更に2024年8月に、イズミの子会社であるゆめマート熊本が事業を承継している。
グランドストア西都
1961年に設立され、食品や衣料品の販売を行っていたが1995年西日本鉄道に買収される。その後タミーと合併し西鉄タミーに社名変更。さらに2005年、西鉄ストアに吸収。

## ロゴマーク・包装紙について
岩田屋呉服店時代から長方形の中に“岩”の文字を入れた「角岩印」の紋章を使用していた。長い間買い物客に親しまれてきたマークだったが、1981年に岩田屋はCIを実施。“I”をモチーフに、中央から三方向に水が噴き出すのをイメージした「泉のマーク」に変更した（上記にある岩田屋久留米店にマークを確認することができる）。特撮怪獣映画『空の大怪獣ラドン』の作中では、怪獣ラドンにより岩田屋が破壊されるシーンがあるが（後述）、この「泉のマーク」があたかもラドンを意匠にしたかのように見えるため、「自社を破壊した怪獣をマークにしているデパート」と評判をとった。
「角岩印」は天神岩田屋の外壁や辞令、株券等といった公的な立場での取扱に縮小された。更に「IWaTaYa」とAのみ小文字としたアルファベットロゴの使用も開始した（なおこの書体は岩田屋関連会社の浜屋百貨店で「HaMaYa」として現在も使用）。
しかし2004年、現在の本館と新館の開業に合わせ「角岩印」を復活させる。アルファベットロゴは伊勢丹と同じ書体に変更となり、現在も包装紙や紙袋などに記されている。
包装紙は1959年に製作されたものを現在でも使用している。岡田謙三によってデザインされた包装紙は白地に様々な青色の模様が施されている。ぱっと見ると何の模様かわからないが、人々が普段使用している日用品や衣類、建物などを現している。だが一時期、「Iwataya」のロゴを表示しなかったことがあり、話題になった。

## 岩田屋が登場する作品
- 1956年の特撮映画『空の大怪獣ラドン』のクライマックスには、福岡市に来襲したラドンが天神の本店屋上に降り立ち、ラドンを包囲した自衛隊（作中では「防衛隊」）との戦闘により天神地区が破壊されるシーンがある。これら一連のシーンのために、1956年当時の西鉄福岡（天神）駅周辺の精緻なミニチュアセットが作られ、岩田屋本店も精巧なミニチュアが製作された。
  - この『空の大怪獣ラドン』に登場したことで、岩田屋は九州地域以外での知名度を高めることになった。

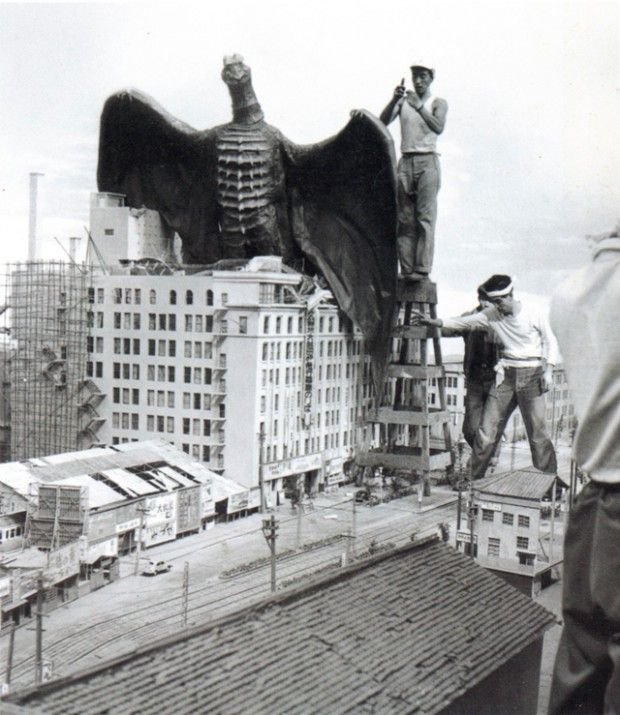
映画『空の大怪獣ラドン』の撮影風景 ラドンの着ぐるみが1956年当時の天神本店のミニチュアに乗っている

- サザエさん - 登場人物のサザエとマスオは、岩田屋の地下食堂でお見合いをしたことになっている（サザエさんの登場人物も参照）。
- ゴジラvsキングギドラ - 劇中でキングギドラに破壊される。
- ROCKERS - 劇中「岩田屋んごたるデッカい家ば建てちゃる」（「岩田屋のような大きな家を建ててやる」の意味）との台詞有り。
- 嫌われ松子の一生 (映画) - 序盤と中盤に、岩田屋をモデルにしたとおぼしき百貨店（磐井屋）が登場。

## 備考
- デビュー前の宮崎美子が黒いビキニ姿でポスターモデルをしていたこともある。